# Ilusão auditiva
Ilusões auditivas são falsas percepções de um som real ou estímulo externo. Essas falsas percepções são equivalentes a uma ilusão de ótica: o ouvinte ouve sons que não estão presentes no estímulo ou sons que não deveriam ser possíveis, dadas as circunstâncias de como foram criados. As ilusões auditivas destacam áreas em que a orelha e o cérebro humanos, como ferramentas de sobrevivência orgânica, se diferenciam dos receptores de áudio perfeitos; isso mostra que é possível para um ser humano ouvir algo que não existe e ser capaz de reagir ao som que supostamente ouviu.
Um dos tipos de ilusão auditiva é a Auditory verbal hallucinations (AVH), ilusão verbal auditiva, uma experiência sensorial que acontece na ausência de qualquer estímulo verbal externo enquanto o indivíduo está consciente. Os casos de ilusões de um modo geral dão ênfase na natureza interpretativa dos seres humanos, já que os sentidos não são uma representação fidedigna do mundo real. O sistema auditivo constrói a sua percepção de mundo por meio de impulsos nervosos e sua comparação com traços de memórias auditivas, que são constituídas por interpretações anteriores e classificações destes sons, a ilusão auditiva quando um som ultrapassa ou engana as classificações e interpretações de sons ouvidos anteriormente.
O sistema auditivo para constituir propriamente sua memória auditiva, precisa uma boa integração de suas partes: a orelha externa é a parte visível da orelha, flexível e sustentada por cartilagem elástica, que circunda e protege o meato acústico externo. É constituída pelo pavilhão auricular e meato acústico externo; tem como limite interno a face externa do tímpano (ou membrana timpânica), que é a estrutura que delimita as orelhas externa e média. A orelha externa coleta e direciona as ondas sonoras para a orelha média, onde os sons são transformados em vibrações e transmitidos por uma cadeia de três ossículos à orelha interna, onde ocorre a transformação destas vibrações para impulsos nervosos.

## Causas
Os sons encontrados nas palavras são chamados de sons incorporados, e esses são a causa de algumas ilusões auditivas. A percepção de uma palavra por uma pessoa pode ser influenciada pela maneira como ela vê a boca do falante se mover, mesmo que o som que ela ouça seja inalterado. Por exemplo, se alguém estiver olhando para duas pessoas dizendo "par" e "mar", a palavra que ouvirá será determinada por quem olhar. Se esses sons forem reproduzidos em um loop, o ouvinte poderá ouvir palavras diferentes dentro do mesmo som. Pessoas com dano cerebral podem ser mais suscetíveis a ilusões auditivas e elas podem se tornar mais comuns para essa pessoa.
O fenômeno da Auditory verbal hallucinations (AVH), por exemplo, está associado com episódios de psicose e esquizofrenia, mas também pode ocorrer em casos de transtornos de humor, transtornos de personalidade, transtornos neurológicos ou também em indivíduos saudáveis

## Classificação das ilusões auditivas
| Categoria                           | Exemplo do protótipo auditivo |
| ----------------------------------- | ----------------------------- |
| Limites perceptivos                 | Som da concha                 |
| Contrastes                          | Efeito Rawdon-Smith           |
| Segregação, fusões                  | Fissão melódica               |
| Complemento                         | Restituição auditiva          |
| Adaptações                          | Efeito de Zwicker             |
| Constancias                         | Phase neglect                 |
| Pontos de referência e localizações | Deutsch's illusion            |
| Conflitos intersensoriais           | Efeito McGurk                 |

- Ilusões de limites perceptivos são explicadas pelas faixas de frequências percebidas pelo sistema auditivo humano. Ao colocar a orelha na abertura de uma concha, o som do mar é ouvido; o sistema auditivo capta as pequenas flutuações de pressão interna da concha e então as interpreta como o som do mar.[13]
- Ilusões de contraste são resultado de um erro na discriminação do som. O efeito Rawdon-Smith acontece quando há a impressão de que um som está ficando mais intenso (ou forte) mesmo que isso não esteja acontecendo de verdade.
- Ilusões de segregação e fusões correspondem a uma classificação inadequada ou ausência desta classificação de diferentes sons, como visto na fissura melódica.[14]
- Ilusões de complemento acontecem quando pequenos trechos de sala, sílabas ou fonemas são substituídos por ruído ou mal produzidos na fala, têm suas informações completadas pelo cérebro com base no tom, linha melódica, contexto geral e memória auditiva.
- As ilusões de adaptação quando um indivíduo acostuma-se com um som permanente, e por isso o som é atenuado . Eberhard Zwicker expôs sujeitos a ruído branco do qual uma faixa estreita de frequências foi filtrada. Ele descobriu que eles ouviram depois que o ruído interrompeu um som de assobio, rapidamente amortecido, na frequência suprimida.[15]
- A ilusão de constância é a capacidade de reconhecer uma melodia independentemente do instrumento ou velocidade em que é tocada.
- Ilusões envolvendo pontos de referência e localizações são ilustradas pelo "efeito de precedência", um som parece vir da direção de onde veio primeiro. Se, em pouco tempo, sons da mesma natureza vierem de outras direções, eles reforçam essa primeira percepção de direção[16]
- Ilusão de conflito sensorial é quando diferentes sentidos se contradizem e causam confusão ou ambiguidade na interpretação. esses conflitos podem produzir o "efeito McGurk"; Se em um filme uma pessoa é vista pronunciando a sílaba "ga", e a trilha sonora emite um "ba", a sílaba compreendida pela maioria dos sujeitos será um som intermediário como a sílaba "da". O cérebro cria uma sílaba intermediária entre as duas entradas sensoriais, mas também pode predominar uma ou outra das informações.[17]

## Exemplos
Há uma infinidade de exemplos no mundo das ilusões auditivas. Estes são exemplos de algumas ilusões auditivas: 
- Batidas binaurais
- A melodia de espectro constante
- Ilusão de escala de Deutsch
- Efeito Franssen
- Ilusão de Glissando
- Continuidade ilusória de tons
- Descontinuidade ilusória
- Ouvir uma frequência fundamental ausente, dadas outras partes da série harmônica
- Vários truques psicoacústicos de compressão de áudio com perdas
- Efeito McGurk
- Ilusão de oitava/ilusão alto-baixo de Deutsch
- Pareidolia auditiva: ouvir vozes indistintas em ruídos aleatórios.
- O tom ou escala de Shepard-Risset e o paradoxo do trítono de Deutsch
- Ilusão fala-canção (speech-to-song)
- Yanny ou Laurel
- Resposta auditiva visualmente evocada (Visually-Evoked Auditory Response, vEAR) - tipo de sinestesia que pareia uma percepção auditiva ao estímulo visual de uma imagem, mesmo na ausência de som; um exemplo conhecido foi o de um GIF mudo de "torres pulando corda", que viralizou em 2017 na internet.[18][19][20]

Segundo Purwins, ilusões auditivas têm sido usadas efetivamente por vários compositores, por exemplo, Beethoven (Leonore Overture), Berg (Wozzeck), Krenek (Spiritus Intelligentiae, Sanctus), Ligeti (Études), Concerto para Violino, Concerto Duplo, para flauta, oboé e orquestra), Honegger (Pacific 231), e Stahnke (Partota 12).

## Zumbido
Outro tipo de ilusão auditiva é o zumbido (pode ser chamado também de acufeno ou tinido), assim como as outras ilusões auditivas ele é definido como a sensação de escutar algum som sem a presença de qualquer ruído ou barulho externo. Tal zumbido pode ser grave, agudo, forte, fraco, em tom puro ou modulado, e pode aparentar estar presente em apenas um ouvido ou em ambos.
O zumbido por si só não é uma doença auditiva, mas sim um sintoma que pode ter diversas causas, pode inclusive não indicar patologia alguma, a mais comum é a perda auditiva induzida por ruído,  que é caracterizada pela exposição a elevados níveis de pressão sonora por um longo período de tempo, que danifica as células ciliadas do ouvido interno. Entre outras causas possíveis estão estresse emocional, cerúmen, infeções dos ouvidos, doenças cardiovasculares, doença de Ménière, tumores cerebrais, exposição a determinadas substâncias ou uma lesão cerebral. O diagnóstico é feito por um médico otorrinolaringologista, com o acompanhamento de um fonoaudiólogo, para detectar possíveis perdas auditivas (por meio de uma audiometria tonal liminar) e uma avaliação psicoacústica do zumbido.

### Fisiopatologia do zumbido
O zumbido, quando este é persistente, pode causar no indivíduo depressão e ansiedade. O incômodo do zumbido está mais fortemente associado à condição psicológica do que o volume ou a faixa de frequência já que os mecanismos do zumbido subjetivo são frequentemente obscuros. Embora não seja surpreendente que o trauma direto na orelha interna possa causar zumbido, outras causas aparentes (por exemplo, disfunção da articulação temporomandibular) são difíceis de explicar. O zumbido pode ser causado por um aumento da atividade neural no tronco encefálico onde o cérebro processa sons, fazendo com que algumas células nervosas auditivas fiquem hiperexcitadas. A base dessa teoria é que muitos dos indivíduos com zumbido também têm perda auditiva. São muitas as possíveis combinações de patologias envolvidas no zumbido, que por sua vez resultam em uma grande variedade de sintomas que exigem terapias especificamente adaptadas.